# Munster, Irland
Munster (iriska: an Mhumhain eller Cúige Mumhan) är Irlands sydligaste provins. Provinsen består av grevskapen Clare, Cork, Kerry, Limerick, Tipperary och Waterford. Namnet kommer ifrån den keltiska gudinnan Muma. Munster gränsar till Connacht och Leinster. 
Provinsen var från början indelat i sex mindre regioner: Tuadh Muman (Nordmunster), Des Mhuman (Sydmunster), Urh Mhuman (Östmunster), Iar Mhuman (Västmunster), Ernaibh Mhuman (Ernaistammens område), Deisi Mhuman (Deisistammens område). Dessa blev sedermera övertagna av de tre kungadömena Thomond i norr, Desmond i syd och Ormond i öster. Dessa blev sedan jarladömen.
De tre kronorna i flaggan representerar de tre kungadömena. Flaggan kan lätt förväxlas med Dublins flagga som istället för kronor har tre slott placerade på en blå bakgrund. Den kan också förväxlas med Sveriges lilla riksvapen.
Munsters totala yta är 24 607,52 kvadratkilometer och år 2002 bodde totalt 1 100 614 människor i provinsen.